# Sorbs
Sorbs är en kommun i departementet Hérault i regionen Occitanien i södra Frankrike. Kommunen ligger i kantonen Le Caylar som tillhör arrondissementet Lodève. År 2022 hade Sorbs 39 invånare.

## Befolkningsutveckling
Antalet invånare i kommunen Sorbs
Referens:INSEE